# Jerry Pournelle
Jerry Eugene Pournelle (ur. 7 sierpnia 1933 w Shreveport, zm. 8 września 2017 w Los Angeles) – amerykański pisarz, eseista i dziennikarz. Laureat m.in. nagrody Campbella, Prometeusza i Seiun, wielokrotnie nominowany do nagrody Hugo.

## Wybrane powieści
- The Mote in God's Eye (1975) (z Larrym Nivenem)
- Inferno (1976) (z Larrym Nivenem)
- Lucifer's Hammer (1977) (z Larrym Nivenem)
- Oath of Fealty (1981) (z Larrym Nivenem)
- Fallen Angels (1991) (z Larrym Nivenem i Michaelem Flynnem)